# Giraffe Tongue Orchestra
Giraffe Tongue Orchestra – amerykańska supergrupa wykonująca muzykę z pogranicza rocka i heavy metalu. Powstała w 2012 roku z inicjatywy gitarzystów: Bena Weinmana, członka zespołu The Dillinger Escape Plan oraz Brenta Hindsa, członka grupy Mastodon. Ponadto, skład uzupełnili perkusista Jon Theodore, były członek formacji The Mars Volta oraz basista Eric Avery, związany poprzednio z Jane’s Addiction. W latach późniejszych Avery’ego zastąpił Pete Griffin, były członek grupy Dethklok, natomiast Theodore’a zastąpił, także były członek The Mars Volta – Thomas Pridgen. W 2016 roku funkcję wokalisty w zespole objął William DuVall, znany z występów w zespole Alice in Chains.
Debiutancki album formacji zatytułowany Broken Lines ukazał się 23 września 2016 roku nakładem wytwórni muzycznej Party Smasher Inc. Nagrania dotarły do 3. miejsca listy Billboard Heatseekers Albums w Stanach Zjednoczonych, sprzedając się w nakładzie 4,7 tys. egzemplarzy w przeciągu miesiąca od dnia premiery. Materiał był promowany teledyskami do utworów „Crucifixion” i „Blood Moon”.

## Dyskografia
| Tytuł        | Dane dot. albumu                                       | Pozycja na liście | Pozycja na liście | Pozycja na liście | Sprzedaż         |
| Tytuł        | Dane dot. albumu                                       | USA Ind.          | USA Heat.         | CHE               | Sprzedaż         |
| ------------ | ------------------------------------------------------ | ----------------- | ----------------- | ----------------- | ---------------- |
| Broken Lines | - Data: 23 września 2016 - Wydawca: Party Smasher Inc. | 23                | 3                 | 89                | - USA: 4,7 tys.+ |

## Teledyski
| Tytuł         | Rok  | Reżyseria | Album        | Źródło |
| ------------- | ---- | --------- | ------------ | ------ |
| „Crucifixion” | 2016 | Oleg Rooz | Broken Lines | [ 10 ] |
| „Blood Moon”  | 2016 | –         | Broken Lines | [ 11 ] |

## Nagrody i wyróżnienia
| Rok  | Kategoria       | Tytułem      | Nagroda                            | Nota      | Źródło |
| ---- | --------------- | ------------ | ---------------------------------- | --------- | ------ |
| 2016 | Best Film/Video | „Blood Moon” | The Epiphone Revolver Music Awards | Nominacja | [ 13 ] |